# آر-تايب دلتا
آر-تايب دلتا (بالإنجليزية: R-Type Delta)‏، هي لعبة فيديو يابانية من نوع إطلاق النيران الكثيفة، وهي من تطوير ونشر إريم، صدرت اللعبة في الأسواق سنة 1998، وتعمل حصراً لمنصة بلاي ستيشن وهي الجزء الرابع من سلسلة آر-تايب، وتم إعادة إصدار اللعبة على منصتي بلاي ستيشن 3 وبلاي ستيشن فيتا سنة 2009.